# Афера Државни удар
Афера Државни удар је колоквијални назив за скуп политичких догађаја и судских процеса који се повезују са наводном припремом државног удара у Црној Гори на дан парламентарних избора 16. октобра 2016. године. На сам дан избора, саопштено је да је ухапшено 20 држављана Србије и Црне Горе, међу којима је и пензионисани генерал полиције Братислав Дикић, бивши командант Жандармерије. Већ у новембру исте године, специјални државни тужилац Миливоје Катнић је саопштио да је у питању завера са циљем извођења државног удара, те да иза свега стоји „моћна организација“ која је бројала око 500 људи из Русије, Србије и Црне Горе.
Почетком јуна 2017. године, Виши суд у Подгорици је потврдио оптужницу против 14 особа, међу којима су били председник Нове српске демократије Андрија Мандић и председник Демократске народне партије Милан Кнежевић (лидери опозиционе коалиције Демократски фронт), чиме је ова афера требало да добије и политичку димензију. Истовремено, оптужена су Едуард Шишмаков и Владимир Попов, држављани Руске Федерације. Такође, оптужено је и девет држављана Србије.
Првостепену пресуду је Виши суд у Подгорици изрекао 9. маја 2019. године. На затворске казне су осуђени сви оптужени: Шишмаков (15 година), Попов (12 година), Дикић (8 година), Предраг Богићевић и Немања Ристић (по 7 година), Мандић и Кнежевић (по 5 година), Бранка Милић 3 године), Драган Максић (годину и 9 месеци), Михаило Чађеновић, Милан Душић и Србољуб Ђорђевић (по годину и шест месеци), те Кристина Христић (условно на годину дана).
Апелациони суд је 5. фебруара 2021. године усвојио жалбе бранилаца окривљених и укинуо првостепену пресуду у целости по свим тачкама оптужнице.
Један од кључних сведока државног тужиоца Катнића, Мирко Паја Велимировић, је марта 2024. изјавио да је лажно сведочио под претњама смрћу чланова породице.

## Претходни догађаји
Избори за предсједника Црне Горе 2013. године показали су да је владајућа Демократска партија социјалиста значајно изгубила подршку грађана, будући да је њен кандидат победио другопласираног Миодрага Лекића, кандидата опозиционе коалиције Демократски фронт, за свега 7.651 глас, што је изазвало сумњу у регуларност резултата. По затварању бирачких места, оба кандидата су прогласила изборну победу, уверени на основу информација својих чланова са бирачких места да су управо они освојили више гласова.
Иако истраживања јавног мњења нису увек тако показивала, веровало се да опозиционе изборне листе могу поновити једнако добар резултат и на парламентарним изборима 16. октобра 2016. године. Сами резултати избора су показали да су готово све анкете давале погрешне процене, будући да су само истраживања Нове српске политичке мисли и Агенције Ипсос показале да Демократски фронт има између 22% и 23% подршке (што су избори потврдили), док су сва остала истраживања му давала упола мање, односно између 8% и 11%.

## Полицијска акција на дан избора (2016)
На дан парламентарних избора 16. октобра 2016. године, у раним јутарњим часовима, медији су пренели да је у Црној Гори ухапшено 20 особа, међу којима је и пензионисани генерал полиције Братислав Дикић, бивши командант Жандармерије. То је потврдио и директор црногорске полиције Славко Стојановић, уз објашњење да су осумњичени за стварање криминалне организације и тероризам.

## Судски процес

### Оптужени
1. Едуард Шишмаков ( Руска Федерација)
2. Владимир Попов ( Руска Федерација)
3. Андрија Мандић, председник Нове српске демократије Андрија Мандић ( Црна Гора)
4. Милан Кнежевић, председник Демократске народне партије ( Црна Гора)
5. Братислав Дикић, пензионисани генерал полиције, бивши командант Жандармерије ( Србија)
6. Предраг Богићевић, председник Равногорског покрета ( Србија)
7. Немања Ристић ( Србија)
8. Бранка Милић ( Србија)
9. Драган Максић ( Србија)
10. Михаило Чађеновић ( Србија)
11. Милан Душић ( Србија)
12. Србољуб Ђорђевић ( Србија)
13. Кристина Христић ( Србија)

По захтеву тужилаштва у Црној Гори, Интерпол је расписао међународну потерницу за Немањом Ристићем и Предрагом Богићевићем. Они су ухапшени 13. јануара 2017. године у Србији. Виши суд у Крагујевцу је 7. фебруара 2017. године донео решење о екстрадиционом притвору, односно одобрио да Богићевић буде изручен Црној Гори, а по захтеву Министарства правде Црне Горе. Неколико дана касније, Апелациони суд у Крагујевцу је усвојио Богићевићеву жалбу, укинуо решење о екстрадиционом притвору и вратио предмет на поновно одлучивање. Апелациони суд у Београду је током фебруара и марта правоснажно поништио решење о екстрадиционом притвору и одбио изручење Немање Ристића и Предрага Богићевића.

### Првостепени поступак
Специјално тужилаштво Црне Горе на челу са Главним специјалним тужиоцом Миливојем Катнићем сумњичи Братислава Дикића под оптужбом да је планирао државни удар у Црној Гори.

## Реакције
- Србија — 16. октобра премијер Александар Вучић није хтео да коментарише хапшење бившег шефа српске Жандармерије Братислава Дикића у Црној Гори како не би ни на који начин утицао на парламентарне изборе у тој земљи, али је приметио да је "чудан дан на који се то десило".[7]
- У знак протеста због општег стања у Црној Гори, 39 од 81 посланика Скупштине Црне Горе бојкотује рад парламента и тражи понављање избора.[8][9]

## Претходни случајеви хапшења уочи избора у Црној Гори
Први случај догодио се у октобру 1997. године, између два круга председничких избора, на којима је актуелни премијер и лидер ДПС Мило Ђукановић тесно побједио тада већ бившег партијског колегу Момира Булатовића.
Други случај се одиграо 9. септембра 2006, дан пред парламентарне изборе прве после осамостаљивања Црне Горе.